# Maria Elena Camerin
Maria Elena Camerin (født 21. marts 1982 i Motta de Livenza) er en kvindelig tennisspiller fra Italien. Maria Elena Camerin startede sin karriere i 1998. 
11. oktober 2004 opnåede Maria Elena Camerin sin højeste WTA single rangering på verdensranglisten som nummer 41. 